# Anapsiden
Anapsiden (Anapsida) zijn een onderklasse van reptielen met als belangrijkste kenmerk een gesloten schedeldak zonder openingen achter de ogen. Hierin verschillen zij van de Diapsida, die (meestal) twee openingen hebben, en de Synapsida, die er één hebben. De enige nog levende vertegenwoordigers van de Anapsida zijn misschien de schildpadden.

Schema schedelvormen
Schedel Synapsida met één opening achter de ogen in het schedeldak.
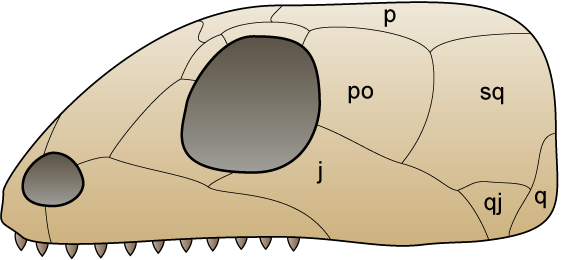
Schedel Anapsida met gesloten schedeldak, zonder openingen achter de ogen.
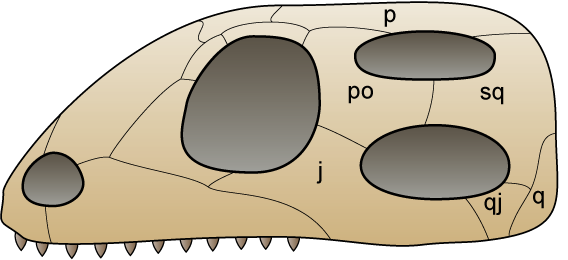
Schedel Diapsida met twee openingen achter de ogen.

## Afstamming en evolutie
De groep is wat kunstmatig en omvat verschillende geslachten die niet nauw aan elkaar verwant zijn. Tot de groep behoren enkele van de oudste reptielen uit het laat-Carboon en het Perm. Sommige leken in uiterlijk en leefwijze op moderne hagedissen, zoals Milleretta, andere waren grote, tot 3 meter lange, gepantserde planteneters, zoals de Pareiasaurus.
De meeste afstammelingen van de Anapsida stierven aan het einde van het Perm uit. In het laat-Trias verschijnen schildpadden (Testudines); die werden lang beschouwd als de enige overgebleven afstammelingen. Fylogenetische studies wijzen echter niet op een afstamming vanuit de Anapsida. Volgens deze nieuwe inzichten behoren de schildpadden tot de Diapsida, ondanks het ontbreken van de openingen in de schedel. Soorten binnen de Diapsida waarvan de vensters gedurende de evolutie zijn dichtgegroeid komen wel meer voor. Meer fossielen moeten gevonden worden om de definitieve plaats van de schildpadden te bevestigen.

## Taxonomie

Uitgestorven taxa van de Anapsida
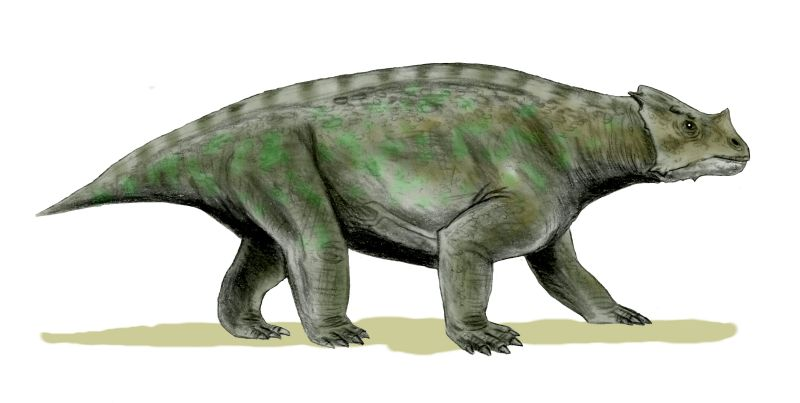
Arganaceras (Pareiasauridae)
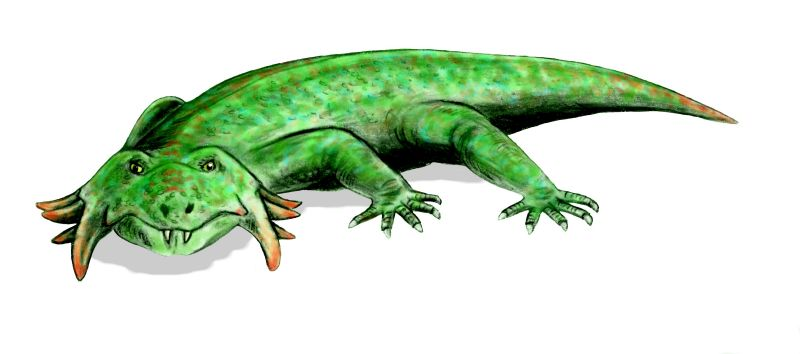
Hypsognathus (Procolophonidae)
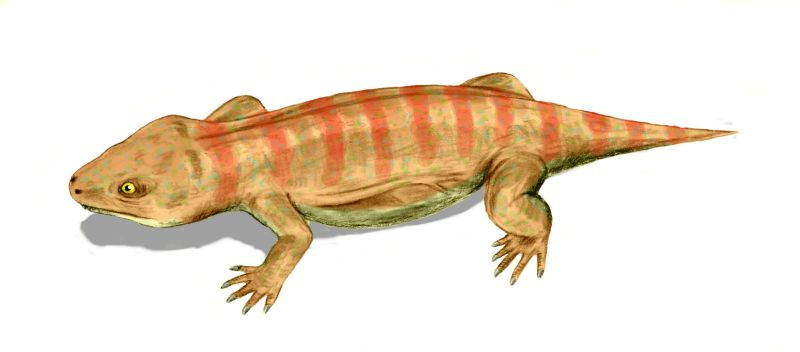
Procolophon (Procolophonidae)
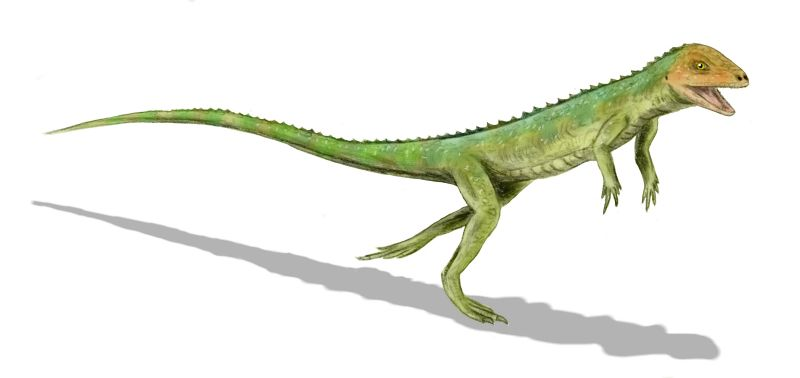
Eudibamus (Bolosauridae)

- † Orde Mesosauria
  - † Familie Mesosauridae
- † Parareptilia
  - † Familie Millerettidae
  - † Familie Bolosauridae
- † Procolophonomorpha
  - † Lanthanosuchoidea
    - † Familie Acleistorhinidae
    - † Familie Lanthanosuchidae

  - † Nyctiphruretia
    - † Familie Nyctiphruretidae
    - † Familie Nycteroleteridae
    - † Familie Rhipaeosauridae

  - † Procolophonoidea
    - † Familie Owenettidae
    - † Familie Procolophonidae

  - † Hallucicrania
    - † Familie Sclerosauridae
    - † Familie Rhipaeosauridae
    - † Familie Pareiasauridae